# Robert Fairfax (7e Lord Fairfax de Cameron)
Pour les articles homonymes, voir Fairfax.
Robert Fairfax, 7e Lord Fairfax de Cameron MP (1707–1793), est un pair et un homme politique écossais. 

## Biographie
Il est un fils cadet de Thomas Fairfax (5e lord Fairfax de Cameron) et Catherine Colepeper (ou Culpeper) fille de Thomas Culpeper (2e baron Culpeper). Robert obtient le grade de major au service de la 1re troupe de gardes à cheval. Il est député de Maidstone de 1740 à 1741 et de 1747 à 1754. Il est également député de Kent entre 1754 et 1768. Robert épouse Martha Collins, fille d'Anthony Collins, le 25 avril 1741. Il épouse plus tard, Dorothy Best, fille de Mawdisty Best et d'Elizabeth Fearne, le 15 juillet 1749 .

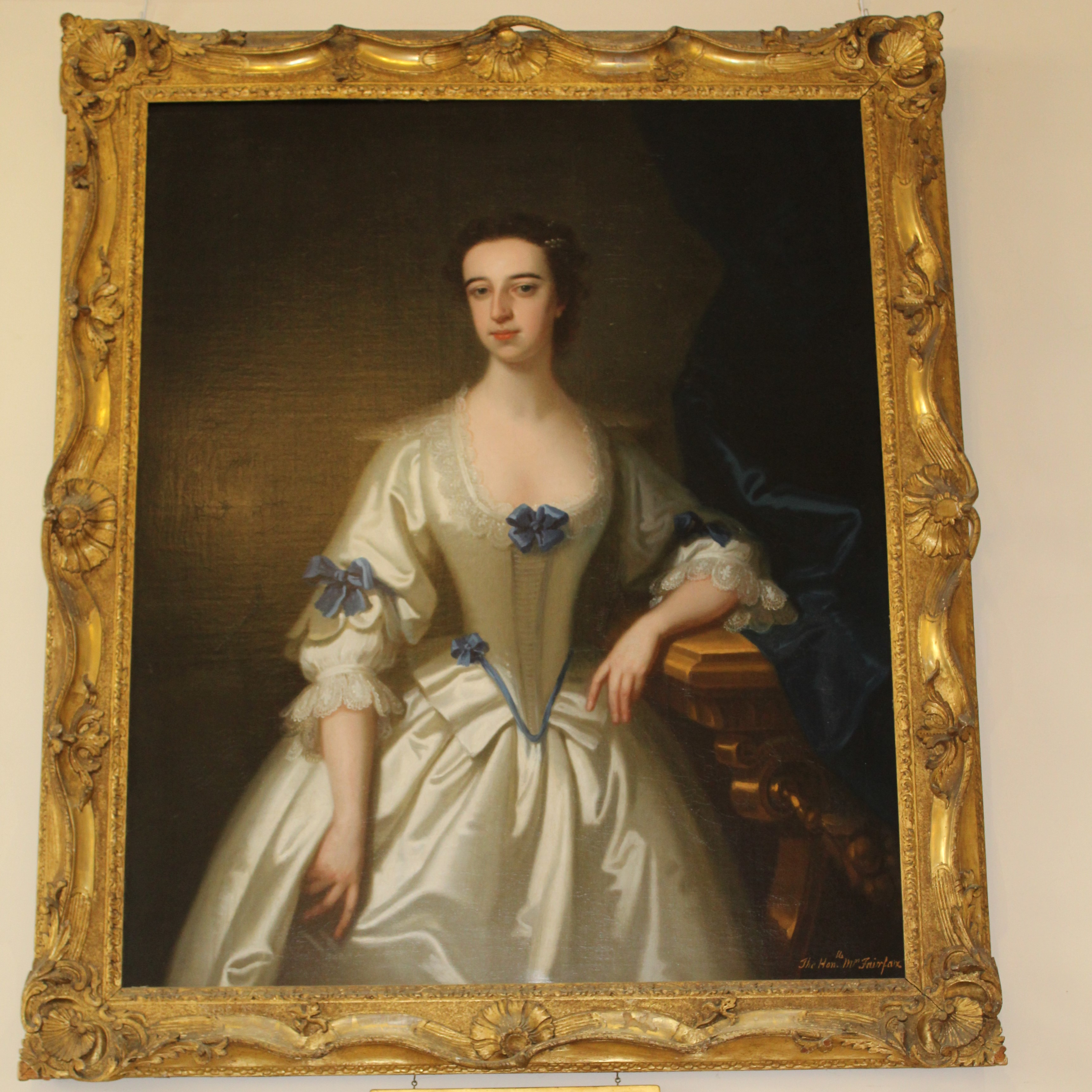
La deuxième épouse de Fairfax, Dorothy Best. Peinture d'Enoch Seeman

Son titre et son immense domaine, dont il hérite en 1781, est composé de 5,282,000 acres (21380 km 2), était en possession de son frère aîné, Thomas Fairfax (6e lord Fairfax de Cameron), pendant la Guerre d'indépendance des États-Unis, mais il est confisqué pendant les hostilités par le Virginia Act de 1779. Robert Fairfax reçoit 13 758 £ en 1792, par loi du Parlement pour le soulagement des loyalistes américains.
Il meurt au château de Leeds, en Angleterre, le 15 juillet 1793 sans héritier, le titre de Cameron est donc laissé en suspens. Son cousin, Bryan Fairfax, 8e Lord Fairfax de Cameron, se rend à Londres en 1798 et réclame le titre (bien qu'il n'ait jamais réellement utilisé le titre une fois qu'il lui a été accordé). Il a vécu aux États-Unis où il est prêtre de l'Église épiscopale, et aussi voisin et ami de George Washington ,.